# Atletica leggera ai Giochi della XVI Olimpiade - 1500 metri piani

Video della Finale (film ufficiale dei Giochi)

La competizione dei 1500 metri piani maschili di atletica leggera ai Giochi della XVI Olimpiade si è disputata nei giorni 29 novembre e 1º dicembre 1956 al Melbourne Cricket Ground.

## L'eccellenza mondiale
| Campione olimpico 1952  | 3'45"2        | Joseph Barthel     | Presente    |
| Campione europeo 1954   | 3'43"8        | Roger Bannister    | Ritir. 1954 |
| Primatista mondiale     | 3'40"6 (1956) | István Rózsavölgyi | Presente    |
| Vincitore selezioni USA | 3'47"6        | Jerome Walters     | Presente    |

## La gara
Sia il vincitore dei Trials Walters, sia il campione olimpico in carica Barthel che il primatista mondial Rózsavölgyi escono nelle batterie. Il favorito d'obbligo diventa allora l'australiano John Landy.

Ma in finale Landy si fa sorprendere dall'irlandese Delany che, dopo una gara di attesa, si lancia ai 300 metri finali, che copre in un sorprendente 38"8. La vittoria gli vale anche il record olimpico.

## Risultati

### Turni eliminatori
| 3 Batterie | 29 novembre | 37 iscritti    | Si qualificano i primi 4. |
| Finale     | 1º dicembre | 12 concorrenti |                           |

### Batterie
| Pos. | Atleta              | Nazione          | Tempo Ufficiale | Tempo Ufficioso |
| ---- | ------------------- | ---------------- | --------------- | --------------- |
| 1    | Klaus Richtzenhain  | Germania         | 3'46"6          | 3'46"76         |
| 2    | Stanislav Jungwirth | Cecoslovacchia   | 3'46"6          | 3'46"79         |
| 3    | Ian Boyd            | Gran Bretagna    | 3'47"0          | 3'47"13         |
| 4    | Murray Halberg      | Nuova Zelanda    | 3'47"2          | 3'47"39         |
| 5    | István Rózsavölgyi  | Ungheria         | 3'49"4          | 3'49"54         |
| 6    | André Ballieux      | Belgio           | 3'49"8          | 3'49"94         |
| 7    | Michel Jazy         | Francia          | 3'50"0          | 3'49"95         |
| 8    | Ted Wheeler         | Stati Uniti      | 3'50"1          | 3'50"02         |
| 9    | Jonas Pipynė        | Unione Sovietica | 3'50"6          | 3'50"86         |
| 10   | Joseph Barthel      | Lussemburgo      | 3'50"6          | 3'50"64         |
| 11   | Mamo Wolde          | Etiopia          | 3'51"0          |                 |

| Pos. | Atleta             | Nazione          | Tempo Ufficiale | Tempo Ufficioso |
| ---- | ------------------ | ---------------- | --------------- | --------------- |
| 1    | Merv Lincoln       | Australia        | 3'45"4          | 3'45"63         |
| 2    | Ken Wood           | Gran Bretagna    | 3'46"6          | 3'46"90         |
| 3    | Ron Delany         | Irlanda          | 3'47"4          | 3'47"48         |
| 4    | László Tábori      | Ungheria         | 3'48"0          | 3'48"21         |
| 5    | Ingvar Ericsson    | Svezia           | 3'49"0          | 3'49"20         |
| 6    | Evgenij Sokolov    | Unione Sovietica | 3'49"2          | 3'49"27         |
| 7    | Evangelos Depastas | Grecia           | 3'52"0          | 3'51"79         |
| 8    | Olavi Salsola      | Finlandia        | 3'55"0          |                 |
| 9    | Günter Dohrow      | Germania         | 3'58"0          |                 |
| 10   | Ramón Sandoval     | Cile             | 3'58"1          |                 |
| 11   | Don Bowden         | Stati Uniti      | 3'59"7          |                 |
| 12   | Émile Leva         | Belgio           | 4'06"0          |                 |
| 13   | Sim Sang-Ok        | Corea del Sud    | 4'09"0          |                 |
| 14   | Mahmoud Jan        | Pakistan         | 4'15"0          |                 |
| 15   | Somnuek Srisombat  | Thailandia       | 4'30"0          |                 |

| Pos. | Atleta                 | Nazione          | Tempo Ufficiale | Tempo Ufficioso |
| ---- | ---------------------- | ---------------- | --------------- | --------------- |
| 1    | Neville Scott          | Nuova Zelanda    | 3'48"0          | 3'48"09         |
| 2    | Brian Hewson           | Gran Bretagna    | 3'48"0          | 3'48"10         |
| 3    | John Landy             | Australia        | 3'48"6          | 3'48"67         |
| 4    | Gunnar Nielsen         | Danimarca        | 3'48"6          | 3'48"80         |
| 5    | Dan Waern              | Svezia           | 3'48"8          | 3'48"84         |
| 6    | Gianfranco Baraldi     | Italia           | 3'52"0          | 3'52"20         |
| 7    | Sergej Sukhanov        | Unione Sovietica | 3'53"0          | 3'52"96         |
| 8    | Jerome Walters         | Stati Uniti      | 3'55"7          | 3'55"60         |
| 9    | Georgios Papavasileiou | Grecia           | 3'57"0          | 3'57"57         |
| 10   | Eduardo Fontecilla     | Cile             | 3'58"6          | 3'58"45         |
| Rit. | Siegfried Herrmann     | Germania         |                 |                 |

### Finale
| Pos.    | Atleta              | Età | Nazione        | Tempo Ufficiale | Tempo Ufficioso |
| ------- | ------------------- | --- | -------------- | --------------- | --------------- |
| Oro     | Ron Delany          | 21  | Irlanda        | 3'41"2          | 3'41"49         |
| Argento | Klaus Richtzenhain  | 22  | Germania       | 3'42"0          | 3'42"02         |
| Bronzo  | John Landy          | 26  | Australia      | 3'42"0          | 3'42"03         |
| 4       | László Tábori       | 25  | Ungheria       | 3'42"4          | 3'42"55         |
| 5       | Brian Hewson        | 23  | Gran Bretagna  | 3'42"6          | 3'42"69         |
| 6       | Stanislav Jungwirth | 26  | Cecoslovacchia | 3'42"6          | 3'42"80         |
| 7       | Neville Scott       | 21  | Nuova Zelanda  | 3'42"8          | 3'42"87         |
| 8       | Ian Boyd            | 22  | Gran Bretagna  | 3'43"0          | 3'42"94         |
| 9       | Ken Wood            | 26  | Gran Bretagna  | 3'44"3          | 3'44"76         |
| 10      | Gunnar Nielsen      | 28  | Danimarca      | 3'45"0          | 3'45"58         |
| 11      | Murray Halberg      | 23  | Nuova Zelanda  | 3'45"2          | 3'46"09         |
| 12      | Merv Lincoln        | 23  | Australia      | 3'51"9          |                 |